# Italiens Grand Prix 1994
Italiens Grand Prix 1994 var det tolfte av 16 lopp ingående i formel 1-VM 1994.

## Resultat
1. Damon Hill, Williams-Renault, 10 poäng
2. Gerhard Berger, Ferrari, 6
3. Mika Häkkinen, McLaren-Peugeot, 4
4. Rubens Barrichello, Jordan-Hart, 3
5. Martin Brundle, McLaren-Peugeot, 2
6. David Coulthard, Williams-Renault, 1 (varv 52, bränslebrist)
7. Eric Bernard, Ligier-Renault
8. Érik Comas, Larrousse-Ford
9. JJ Lehto, Benetton-Ford
10. Olivier Panis, Ligier-Renault

### Förare som bröt loppet
- David Brabham, Simtek-Ford (varv 46, punktering)
- Ukyo Katayama, Tyrrell-Yamaha (45, snurrade av)
- Christian Fittipaldi, Footwork-Ford (43, motor)
- Eddie Irvine, Jordan-Hart (41, motor)
- Mark Blundell, Tyrrell-Yamaha (39, snurrade av)
- Pierluigi Martini, Minardi-Ford (30, snurrade av)
- Michele Alboreto, Minardi-Ford (28, växellåda)
- Heinz-Harald Frentzen, Sauber-Mercedes (22, motor)
- Andrea de Cesaris, Sauber-Mercedes (20, motor)
- Jean-Marc Gounon, Simtek-Ford (20, växellåda)
- Yannick Dalmas, Larrousse-Ford (18, snurrade av)
- Jean Alesi, Ferrari (14, växellåda)
- Johnny Herbert, Lotus-Mugen Honda (13, generator)
- Jos Verstappen, Benetton-Ford (0, kollision)
- Alessandro Zanardi, Lotus-Mugen Honda (0, kollision)
- Gianni Morbidelli, Footwork-Ford (0, kollision)

### Förare som ej kvalificerade sig
- Bertrand Gachot, Pacific-Ilmor
- Paul Belmondo, Pacific-Ilmor